# Carmela Locantore
Pour les articles homonymes, voir Locantore.
 (mars 2016).
Si vous disposez d'ouvrages ou d'articles de référence ou si vous connaissez des sites web de qualité traitant du thème abordé ici, merci de compléter l'article en donnant les références utiles à sa vérifiabilité et en les liant à la section « Notes et références ».
Carmela Locantore, née le 11 mars 1957 à Mont-sur-Marchienne (Belgique), est une comédienne belge.

## Biographie
Née en Belgique à Mont-sur-Marchienne, au Pays de Charleroi, dans une famille originaire des Pouilles, en Italie, Carmela Locantore s'intéresse très tôt à la poésie et s'inscrit dès l'âge de treize ans au conservatoire de Charleroi où elle a comme professeur Yvonne Garden. À dix-huit ans, elle fréquente le conservatoire à Bruxelles où elle suit les cours d'art dramatique chez André Debaar et de déclamation chez Suzanne Philip. Des acteurs comme Frédéric Latin, Jules-Henri Marchant, Bobette Jouret, Anne Carpriau et Éric Pradier lui prodiguent également certains cours.
Elle obtient également des contrats auprès de directeurs de théâtre comme Claude Étienne du Rideau de Bruxelles, Jacques Huisman, du Théâtre national de Belgique, ainsi que dans la compagnie de Claude Volter.
C'est aussi à dix-huit ans qu'elle est engagée pour jouer dans Homme pour homme de Bertolt Brecht au Théâtre de l'Ancre à Charleroi, pièce dans laquelle joue Suzy Falk qui la prend sous sa protection et dont elle devient la fille spirituelle.
Elle joue ensuite sous la direction de metteurs en scène comme Jules-Henri Marchant, Bernard de Coster et Thierry Salmon.

## Théâtre
- 1975-1976 : Homme pour homme de Bertolt Brecht, Théâtre de l'Ancre : une Begbick girl
- 1976-1977 : Se trouver, Rideau de Bruxelles : une camériste
- 1977-1978 : Café de l'entracte, Rideau de Bruxelles : la chanteuse des rues, la serveuse, le "Petit Poème", l'écuyère de cirque, Lison
- 1977-1978 : Chansons des filles de mai, Rideau de Bruxelles
- 1977-1978 : L'Oiseau vert de Carlo Gozzi, Rideau de Bruxelles (mimes) : Licetta
- 1978-1979 : Le Carrosse du Saint-Sacrement de Prosper Mérimée, Théâtre de l'Équipe
- 1978-1979 : La locandiera de Carlo Goldoni, Théâtre d'Art
- 1978-1979 : Le Médecin malgré lui, Théâtre de l'Équipe
- 1978-1979 : Ondine de Jean Giraudoux, Rideau de Bruxelles : Bertha
- 1978-1979 : Scapino de Jim Dale et Frank Dunlop d'après Molière , Compagnie des Galeries : Carmela
- 1979-1980 : L'Ambassadeur amoureux de Jacques Hislaire, Rideau de Bruxelles : Conchita
- 1979-1980 : On a rendez-vous avec Jacques Prévert, Rideau de Bruxelles
- 1980-1981 : À cinquante ans, elle découvrait la mer, Théâtre national de Belgique : la fille
- 1980-1981 : L'Amour à mort, Rideau de Bruxelles : Mirliflore
- 1980-1981 : Les Bons Offices d'après Pierre Mertens, Ensemble Théâtral Mobile
- 1981-1982 : Caligula d'Albert Camus, Théâtre national de Belgique : Metella
- 1982-1983 : À l'école, Rita !, Théâtre national de Belgique : Rita
- 1983-1984 : Caligula, Théâtre national de Belgique
- 1984-1985 : L'Éventail de Carlo Goldoni, Théâtre national de Belgique : Jeannine
- 1984-1985 : Un Faust, Ensemble Théâtral Mobile
- 1987-1988 : La Mère, Théâtre royal du Parc : Sophie Pleytus
- 1989-1990 : La Maman et la Putain, Rideau de Bruxelles : Véronika
- 1992-1993 : L'Allegoria del Tempo (L'Allégorie du temps), Magasin d'écriture théâtrale
- 1992-1993 : Les Bonnes, Théâtre-Fondation Jacques Gueux, chœur
- 1992-1993 : Nicaragua, Latitudes Théâtre asbl
- 1992-1993 : Récupérations, Magasin d'écriture théâtrale
- 1993-1994 : Belgicae, Indigo : la photographe
- 1993-1994 : Les Bonnes de Jean Genet, Théâtre Jacques Gueux
- 1993-1994 : Hombre, Groupe Kuru
- 1993-1994 : La Leçon d'Eugène Ionesco, mise en scène de Mihai Măniuțiu, au Théâtre de l'Ancre
- 1993-1994 : [Sans titre], Temporalia
- 1994-1995 : Le Bourgeois gentilhomme, Théâtre Jacques Gueux, expression corporelle et vocale
- 1994-1995 : Faustae Tabulae, Syzygie
- 1994-1995 : Franz Kafka, Théâtre Le Public (lecture)
- 1994-1995 : Little Voice, Rideau de Bruxelles : Mari
- 1994-1995 : T, Canadair
- 1995-1996 : Le Bourgeois gentilhomme, Théâtre-Fondation Jacques Gueux, expression corporelle et vocale
- 1995-1996 : La Connaissance inutile, Théâtre Par-Delà
- 1995-1996 : Une vie avec raccourci, La Manufacture (Théâtre)
- 1996-1997 : Le Tartuffe ou l'Imposteur, Atelier Théâtral de Louvain-la-Neuve
- 1997-1998 : L'Ange couteau, Rideau de Bruxelles : Amanda
- 1997-1998 : Des fraises en hiver, Magasin d'écriture théâtrale, lecture
- 1997-1998 : Maître Puntila et son valet Matti, Atelier Théâtral de Louvain-la-Neuve
- 1998-1999 : Britannicus de Jean Racine, Théâtre royal du Parc : Albine
- 1998-1999 : Le Journal d'Eve, Audience Production
- 1998-1999 : Le Long Voyage vers le jour, Théâtre-Fondation Jacques Gueux
- 1988 : Les Troyennes d'Euripide, mise en scène de Thierry Salmon : Hélène
- 1999-2000 : Œdipe sur la route, Kollectif Théâtre - L'Acteur et l'Écrit
- 2000-2001 : Sens, Traces
- 2002-2003 : Cinna de Pierre Corneille : Livie, impératrice
- 2002-2003 : Les Sonates du rosaire, comédie
- 2003-2004 : Accord et Désaccord : la chanteuse
- 2003-2004 : Sang, Théâtre Jacques Gueux / Théâtre Marni
- 2005-2006 : Mystères, Magasin d'écriture théâtrale
- 2005-2006 : Salomé, DEL Diffusion
- 2005-2006 : Sokott, L'Acteur et l'Ecrit - Compagnie Frédéric Dussenne : Dara
- 2007-2008 : Le Meurtre d'Itshak Rabin de Motti Lerner (et) Actualité du théâtre Israélien, Théâtre Jacques Gueux
- 2007-2008 : Une passion, Las Plumas (conception, adaptation, mise en scène)
- 2009-2010 : L'Olympe retrouvée, Magasin d'écriture théâtrale / Théâtre royal du Parc
- 2014-2015 : 21 Rue des Roses, monologue (texte, mise en scène et interprétation)
- 2015 : Couple ouvert à deux battants de Dario Fo, mise en scène de Toni Cecchinato, avec Franck Dacquin, Théâtre Poème[1]

## Filmographie partielle

### Cinéma
- 1982 : Toute une nuit de Chantal Akerman
- 1987 : Il court, il court, le monde
- 1987 : Mascara : Orfeo
- 1987 : L'amour est un chien de l'enfer (Crazy Love) de Dominique Deruddere : Gina
- 1990 : Il Maestro : Paola
- 1991 : Oostende : la prostituée
- 1993 : The Motorcycle Girl
- 1996 : Une chambre pour la nuit
- 1996 : Mathilde, la femme de Pierre : Mathilde
- 1996 : Funérailles
- 1997 : Tableau avec chutes
- 1999 : The Last Words : Laughing Woman
- 1999 : Le Planeur : la serveuse
- 2001 : Pâques au tison : Stella
- 2009 : Vivre encore un peu... : la mère
- 2012 : Hors les murs : la mère d'Ilir
- 2012 : Le monde nous appartient : la dame au sac à main
- 2013 : Je suis supporter du Standard de Riton Liebman : Fanchon

### Télévision
- 2000 : Léopold : Gina
- 2003 : Papa, maman s'ront jamais grands : Félicie